# Rijsttafel

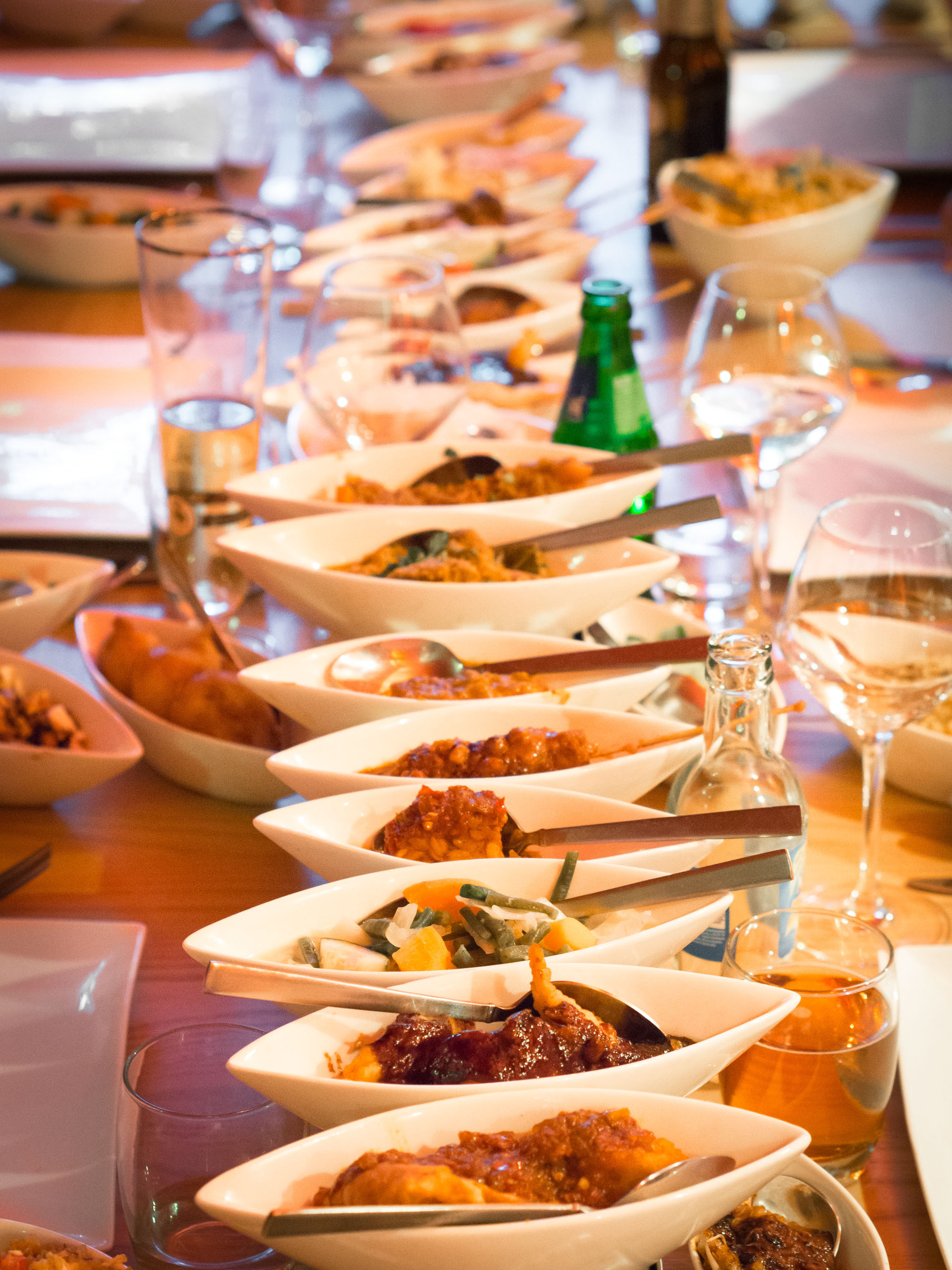
Un rijsttafel

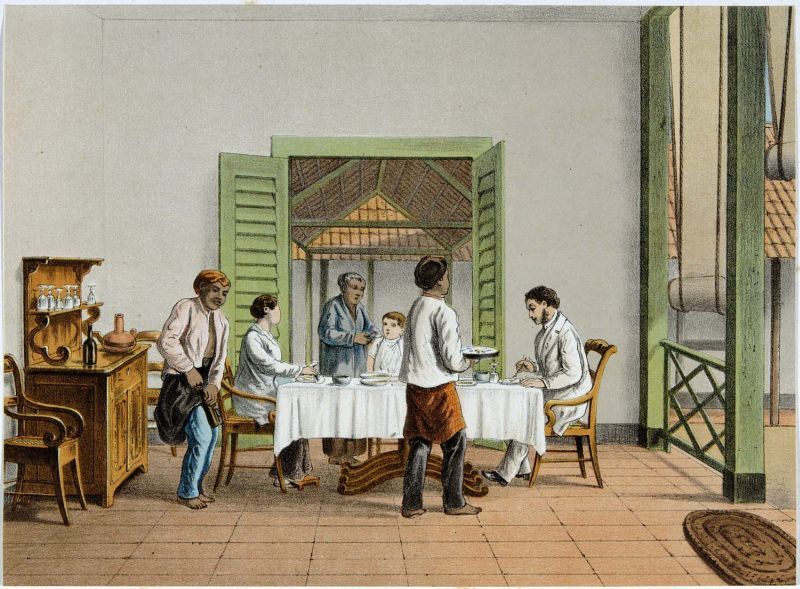
Aan de rijsttafel, litografia del 1883-1889 circa conservata nel Tropenmuseum di Amsterdam

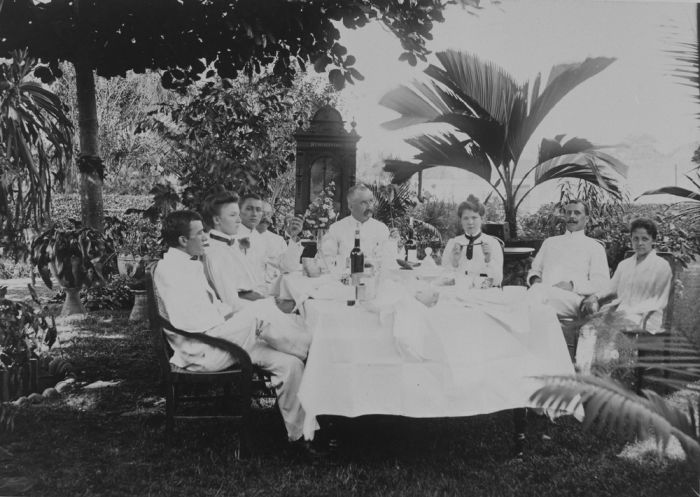
Proprietari di una fabbrica di zucchero in Indonesia immortalati mentre prendono parte ad un rijsttafel agli inizi del Novecento

Con il termine rijsttafel (pronuncia [ˈrɛist.taːfəl], letteralmente "tavola di riso" in lingua olandese, formato da rijst, "riso" e da tafel, "tavola") si intende un menù di 12-25 portate a base di piatti tipici della cucina indonesiana, le cui origini si devono ad un riadattamento, operato dagli olandesi in epoca coloniale, della presentazione del cibo in occasione della festa indonesiana di nasi padang a Sumatra.
Il rijsttafel, che un tempo comprendeva almeno 40 portate, può avere numerose varianti, ma è solitamente composto da piatti a base di riso combinato a varie pietanze quali pollo, carne, pesce, uova e verdure.
Il rijsttafel si ritrova ora soprattutto nei ristoranti indonesiani dei Paesi Bassi e del Sudafrica, mentre, a partire dal 1945, anno dell'indipendenza dell'Indonesia, è andato via via sparendo dai menù dei ristoranti di questo Paese, in quanto considerato un retaggio dell'epoca coloniale.

## Piatti caratteristici di unrijsttafel[2][4]
- babi ketjap: pancetta di maiale in salsa di soia dolce.
- gado-gado: verdure in salsa di arachidi.
- krupuk: sfogliatine fritte al gusto di gamberi.
- lumpia: involtini primavera.
- nasi goreng: riso fritto con pollo, salumi o verdure.
- nasi kuning: riso giallo indonesiano al cocco e curcuma.
- pisang goreng: frittelle di banana.
- Sambal goreng tempeh: mix di scalogno, peperoni e gamberi.
- Sambal telur: uova speziate.
- Sayur lodeh: zuppa di verdure speziate in latte di cocco.
- serundeng: fiocchi di cocco fritti, insaporiti con cipolle, peperoncino, aglio, coriandolo, tamarindo, o lime.